# Tiny Moving Parts
Tiny Moving Parts — американський емо-гурт із Бенсона, Міннесота. Гурт, заснований братами Вільямом і Меттью Шевальє та їхнім двоюрідним братом Діланом Маттейзеном, випустив вісім студійних альбомів з моменту заснування в молодших класах у 2008 році. Їхній останній однойменний альбом вийшов самостійно 26 серпня 2022 року.

## Історія
Tiny Moving Parts — це сімейний гурт, що складається з братів Вільяма Шевальє (барабани) та Метью Шевальє (бас, вокал), а також їхнього двоюрідного брата Ділана Маттайзена (гітара, вокал), які також були учнями середньої школи Бенсона. Тріо почало грати разом у молодших класах і з тих пір вони разом. Після випуску першого альбому Waves Rise, Waves Recede, the Ocean Is Full of Waves вони випустили другий альбом Moving to Antarctica 19 червня 2010 року. Третій альбом, This Couch Is Long & Full of Friendship, вийшов на лейблі Kind of Like Records 13 січня 2013 року. 12 червня трек «Clouds Above My Head» вийшов для безкоштовного скачування. 9 липня відбувся остаточний реліз альбому. Пізніше в тому ж місяці гурт відправився в турне разом з The Front Bottoms, Frameworks і Hostage Calm.
У березні 2014 року гурт виступав з Japanther. Пізніше того ж місяця гурт підписав контракт з лейблом Triple Crown Records. У квітні та травні гурт вирушив в тур із Frameworks, Gates і Free Throw. У червні група підтримувала Modern Baseball (гурт) під час їхнього туру по США. 9 липня трек «Always Focused» став доступним для стримінгу. 9 вересня вони випустили четвертий альбом Pleasant Living. У липні та серпні гурт підтримував State Champs у їхньому турі по США, який отримав назву The Shot Boys of Summer Tour. У період з жовтня по грудень гурт підтримував Modern Baseball під час їхнього хедлайн-туру по США. У березні 2016 року вони оголосили, що п'ятий альбом Celebrate вийде 20 травня 2016 року. У цьому ж анонсі вони випустили перший сингл із Celebrate під назвою «Happy Birthday». Гурт вирушив у тур навесні 2016 року на підтримку The Wonder Years, Letlive і Microwave. Наступний альбом гурту Swell вийшов 26 січня 2018 року. 25 червня 2019 року було оголошено, що гурт підписав контракт з Hopeless Records. Сьомий альбом Breathe вийшов 13 вересня. Сингл «Life Jacket», який став останнім релізом для Hopeless Records, вийшов 28 травня 2021 року, а супровідне музичне відео вийшло 8 червня. Однойменний восьмий альбом гурту вийшов самостійно 26 серпня 2022 року.

### Скандали
28 лютого 2019 року анонімний користувач Twitter звинуватив Маттейзена в сексуальному насильстві. 7 березня Маттейзен опублікував заяву у Facebook гурту, в якій визнав звинувачення і вибачився перед жертвою. Крім того, він пояснив, що зв’язався з жертвою, запропонувавши співпрацю з незалежним посередником, щоб вона могла «безпечно поділитися своєю історією, зберігаючи при цьому приватність і конфіденційність». Жінка відмовилася, заявивши, що не готова до цього. У тому ж дописі Маттайсен оголосив, що гурт пожертвує весь прибуток від свого майбутнього туру на благодійність, а також зобов'язався пройти курс терапії. Заява Маттайзена викликала неоднозначну реакцію: одні похвалили його за прийняття відповідальності, а інші висловили гнів і огиду до викриття.

## Склад гурту
- Ділан Маттейзен — вокал, гітара
- Вільям «Білл» Шевальє — барабани
- Метью Шевальє — бас-гітара, бек-вокал

## Дискографія
Студійні альбоми
- Waves Rise, Waves Recede, the Ocean Is Full of Waves (випущений самостійно, 2008)[15]
- Moving to Antarctica (випущений самостійно, 2010)[15]
- This Couch Is Long & Full of Friendship (Kind of Like Records, 2013)
- Pleasant Living (Triple Crown Records, 2014)
- Celebrate (Triple Crown Records, Big Scary Monsters (Великобританія/Європа), 2016)
- Swell (Triple Crown Records, Big Scary Monsters (Великобританія/Європа), 2018)
- breathe (Hopeless Records, 2019)
- Tiny Moving Parts (випущений самостійно, 2022)

Мініальбоми
- The Dan Martin Split w/ Victor Shores (2011)
- 7" Old Maid/Coffee with Tom (2012)
- Tiny Moving Parts/Old Gray Split (2014)[16]

Сингли
- You Lost Me/Guardians (2020)
- Life Jacket (2021)

## Відеокліпи
- «Waterbed» (2012) Знятий Кевіном Еклі[17]
- «Clouds Above My Head» (2013) Знятий Falcon Gott & TMP[18]
- «Vacation Bible School» (2013) Знятий Falcon Gott[19]
- «Fair Trade» (2014) Знятий Tiny Moving Parts[20]
- «Always Focused» (2014) Знятий Кайлом Трешем[21]
- «Entrances and Exits» (2014) Знятий Tiny Moving Parts[22]
- «Sundress» (2015)[23]
- «Headache» (2016) Знятий Кайлом Трешем[24]
- «Common Cold» (2016) Знятий Кайлом Трешем[25]
- «Caution» (2017) Знятий Джоном Комаром[26]
- «Applause» (2018) Знятий Семьюелом Гелліном[27]
- «Feel Alive» (2018) Знятий Джоном Комаром[28]
- «For the Sake of Brevity» (2019) Знятий Бренданом Лоером[29]
- «Medicine» (2019) Знятий Льюїсом Кейтером[30]
- «Bloody Nose» (2019) Знятий Майклом Герріком[31]
- «Vertebrae» (2019) Знятий Максом Муром[32]
- «Life Jacket» (2021)[33]